# Села Японії
Села (яп. 村, сон, мура) — найнижчі адміністративні одиниці Японії муніципального рівня.
Села є складовими повітів префектури, в якій вони знаходяться. Вони не мають власних окремих рад, але можуть обирати загальнопрефектурну раду усіх містечок і сіл префектури. Юридичний статус села не виписаний чітко у японському законодавсті.
На квітень 2007 року в Японії нараховувалось 195 сіл. Їх кількість поступово зменшується через пришвидшену урбанізацію.